# Rhêmes-Saint-Georges
Rhêmes-Saint-Georges es una localidad y comune italiana de la región del Valle de Aosta, con 206 habitantes.

## Evolución demográfica
| Gráfica de evolución demográfica de Rhêmes-Saint-Georges entre 1861 y 2001 |
|                                                                            |
| Fuente ISTAT - elaboración gráfica de Wikipedia                            |